# Зейдсхермер
Зейдсхермер (нід. Zuidschermer) — село в нідерландській провінції Північна Голландія. Входить до муніципалітету Алкмар.
Його площа становить 17,95 км², а населення станом на 2021 рік складало 630 осіб.
Перша згадка про населений пункт датується 1867 роком.

## Галерея

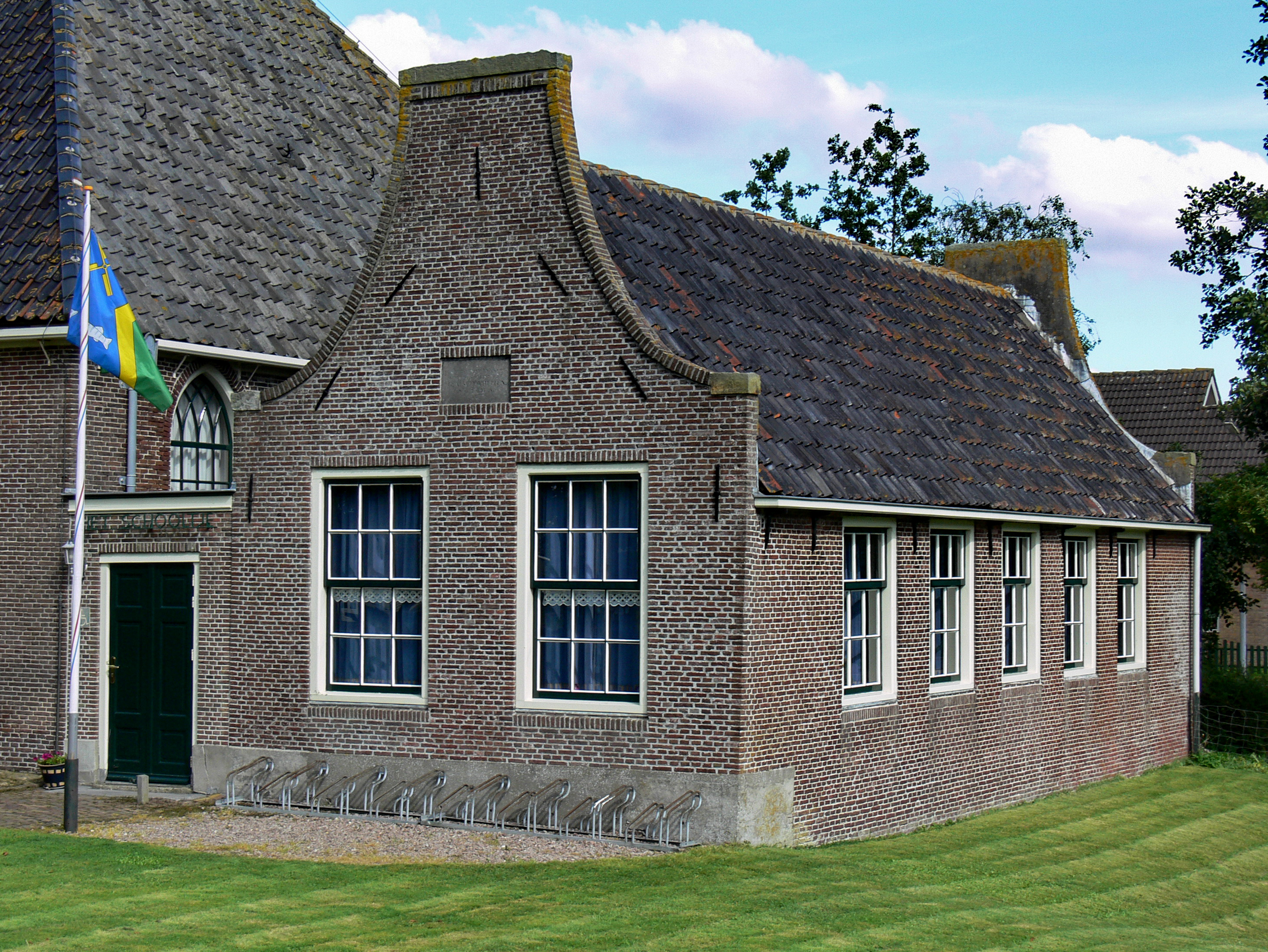
Сільська школа
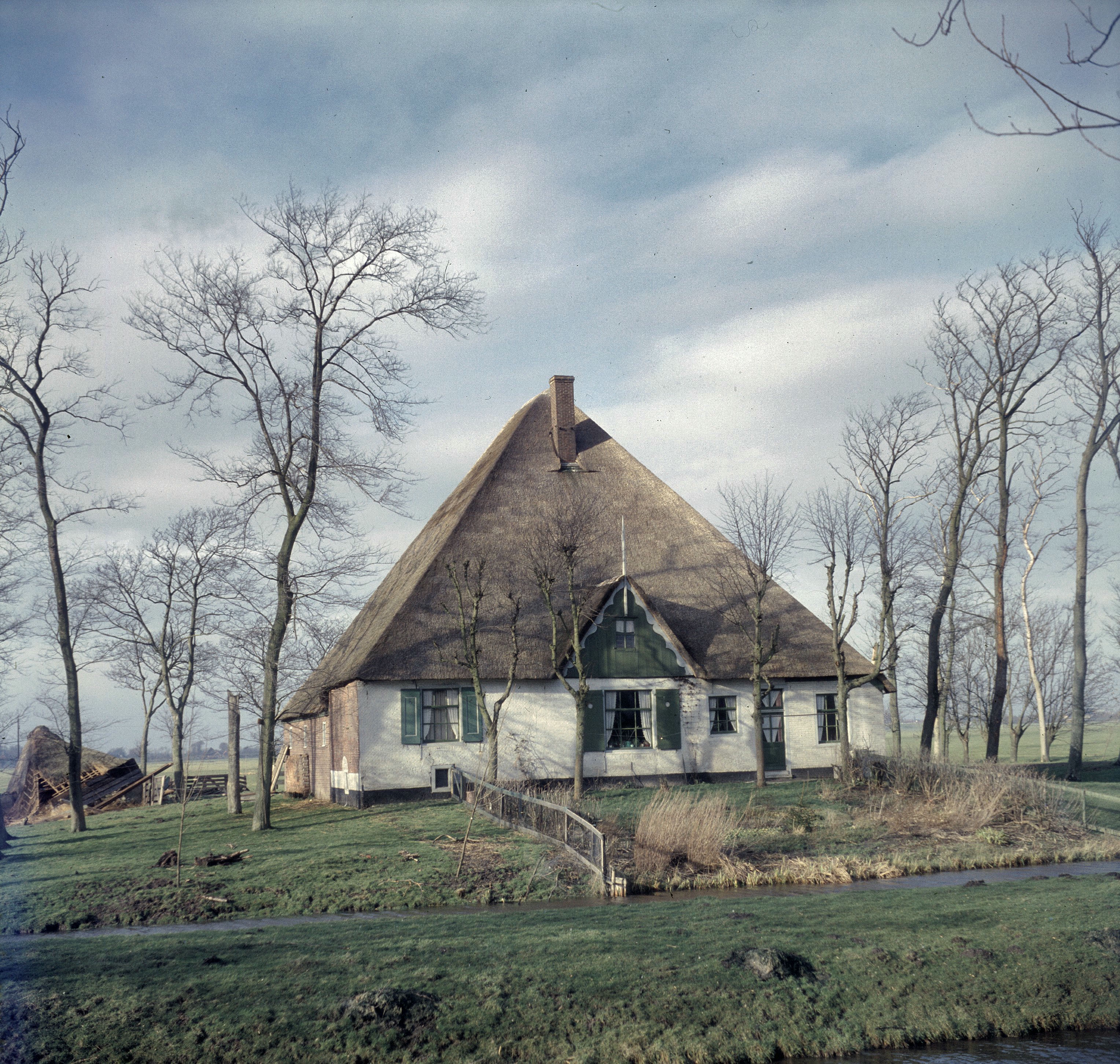
Ферма у Зейдсхермері
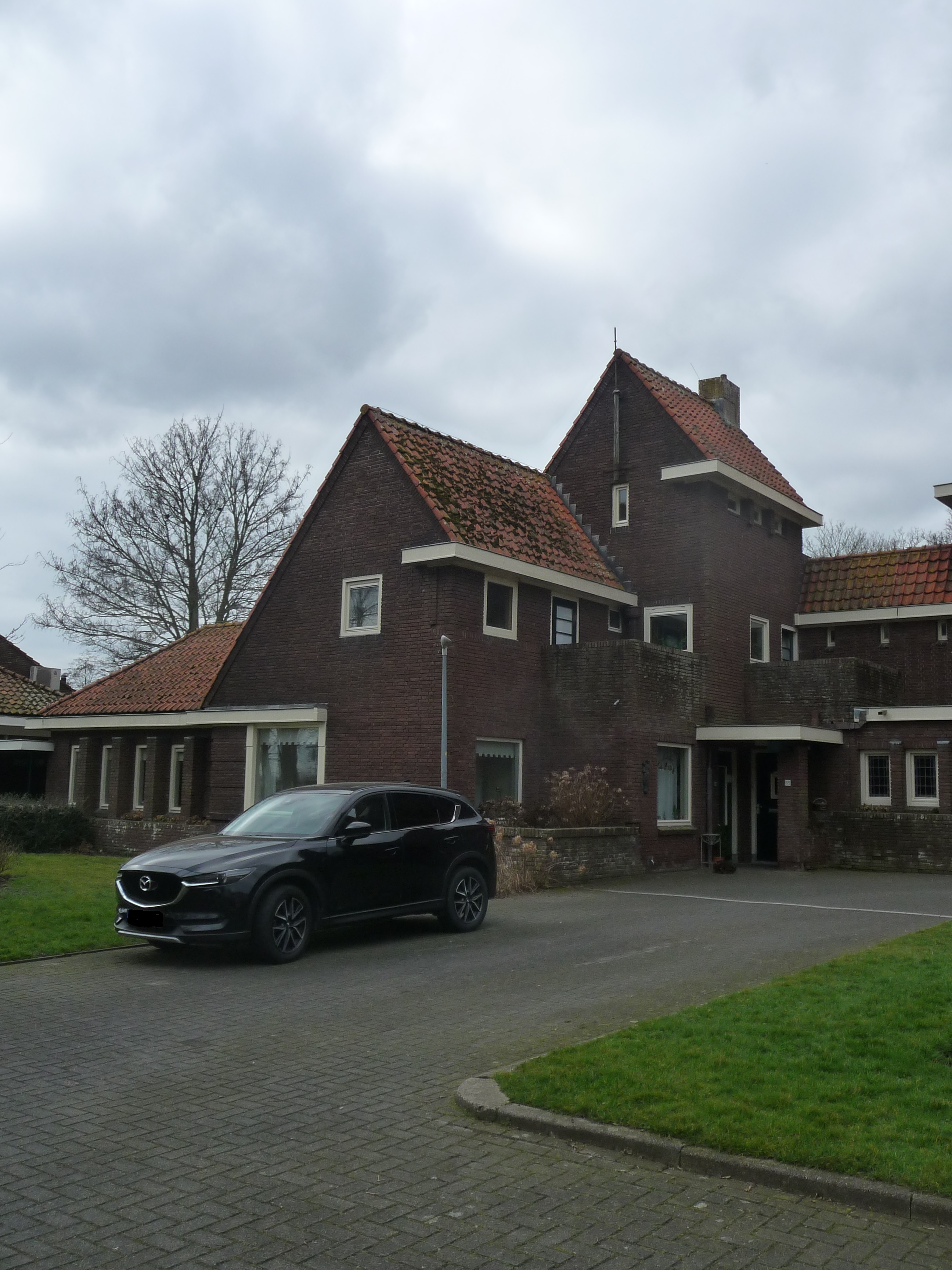
Будинок почту
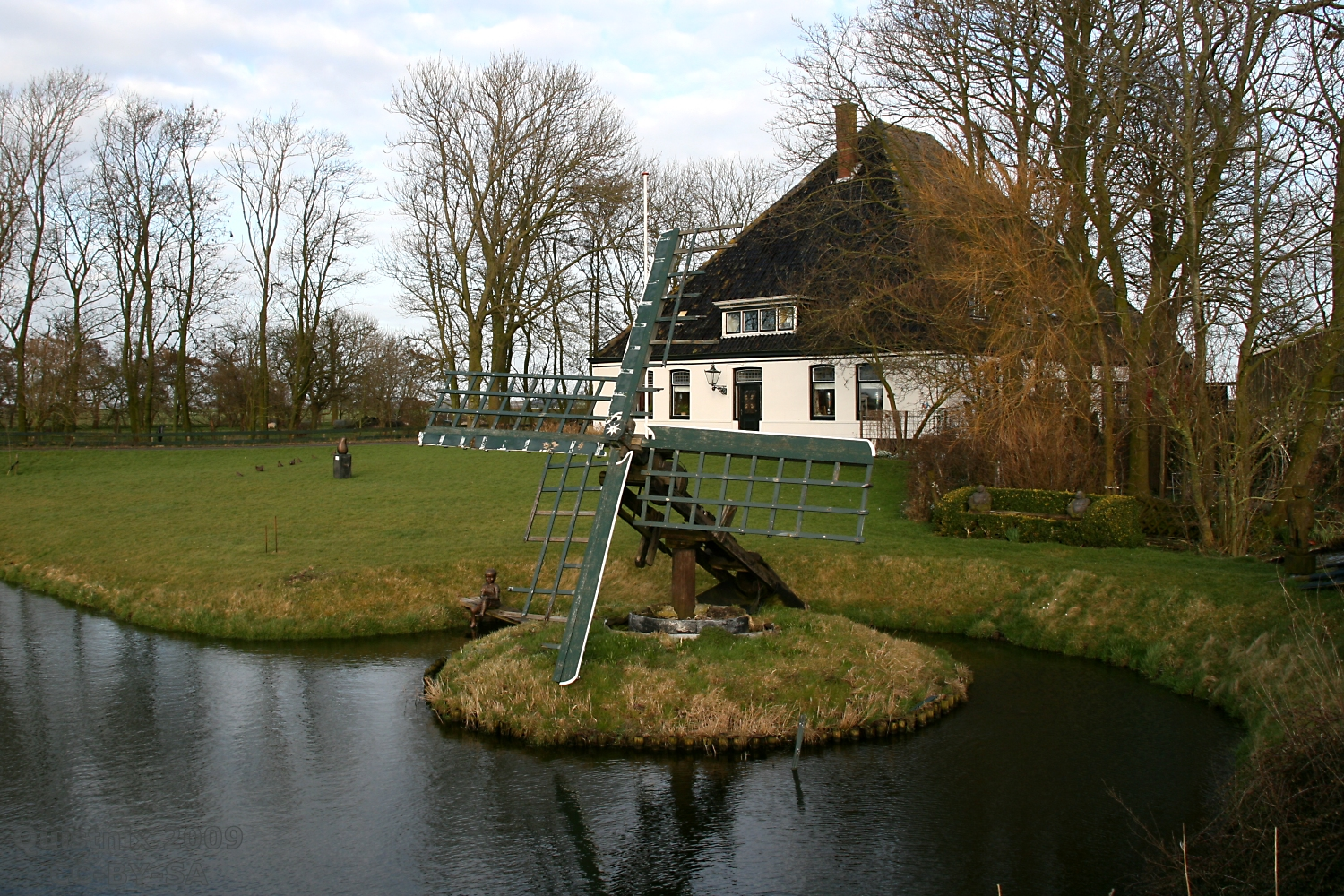
Дренажний вітряк